# 李繩遠
李繩遠（1633年—1708年），字斯年，號尋壑，又號樵嵐山人。浙江秀水人。

## 生平
生於崇禎六年（1633年），與李良年、李符為三兄弟，稱嘉興三李。早年入國學。明亡不仕，工駢文，詩風古樸。晚年定居杭州西溪龍歸塢竹徑庵，研習佛經。卒於康熙四十七年（1708年）。有《尋塹外言》等。